# جان ماکلی

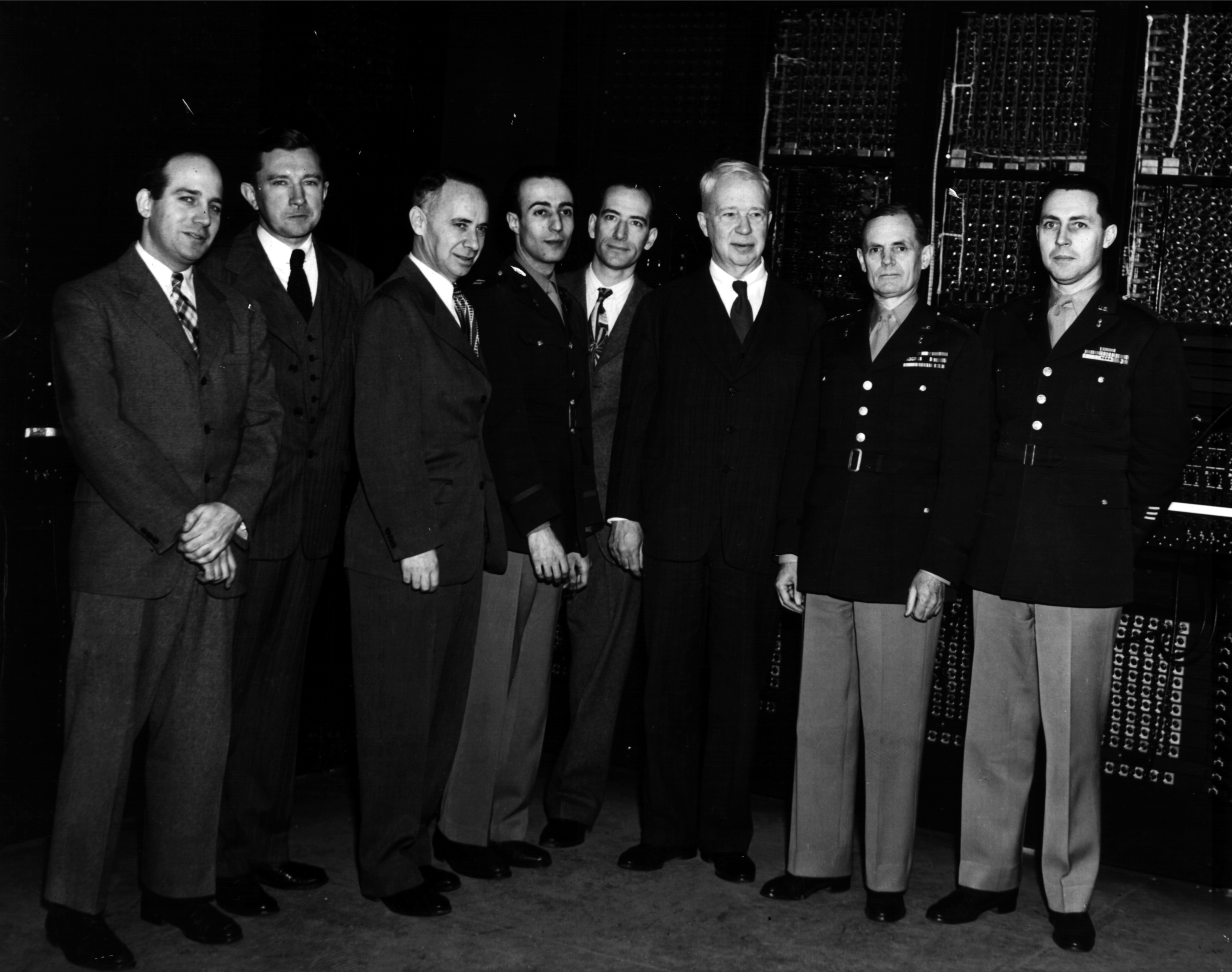
جان ماکلی

جان ویلیام ماکلی (به انگلیسی: John William Mauchly) ‏فیزیکدان و مهندس کامپیوتر آمریکایی بود. او و پرسپر اکرت را بخاطر طراحی و ساخت انیاک (ENIAC) نخستین سازندگان رایانه رقمی الکترونیک می‌دانند.
همکار پرسپر اکرت و گروه ۵۰ نفره پدیدآورنده نخستین ماشین حساب الکترونیکی مقیاس بزرگ همه منظوره (که با عنوان انیاک (ENIAC) شناخته می‌شود)، فیزیکدانی زاده اوهایو در دانشکده مهندسی الکترونیک مور دانشگاه پنسیلوانیا بود. برخی انیاک را به‌عنوان نخستین کامپیوتر می‌شناسند. در این پروژه، ماکلی مدیر مشاور برنامه‌نویسی و نرم‌افزار بود، در حالی که اکرت سرمهندس بخش سخت‌افزار بود.